# August Glesius
August Glesius (* 2. Juli 1903 in Zeltingen; † 25. März 1963 in Edenkoben) war ein deutscher Politiker (FDP).
Glesius arbeitete zunächst als landwirtschaftlicher Berufsschuloberlehrer und übernahm später als Diplomweinbaudirektor das elterliche Weingut. Am 23. Juli 1937 beantragte er die Aufnahme in die NSDAP und wurde rückwirkend zum 1. Mai desselben Jahres aufgenommen (Mitgliedsnummer 6.088.606). 1962 wurde er zum Ehrenpräsidenten des Edenkobener Karnevalsvereins Frohsinn gewählt, dessen Präsident er seit der Wiedergründung 1949 gewesen war.
Glesius gehörte von 1955 bis zu seinem Tode für die FDP dem Rheinland-Pfälzischen Landtag an. Der Landtag wählte ihn zum Mitglied der dritten Bundesversammlung, die 1959 Heinrich Lübke zum Bundespräsidenten wählte.

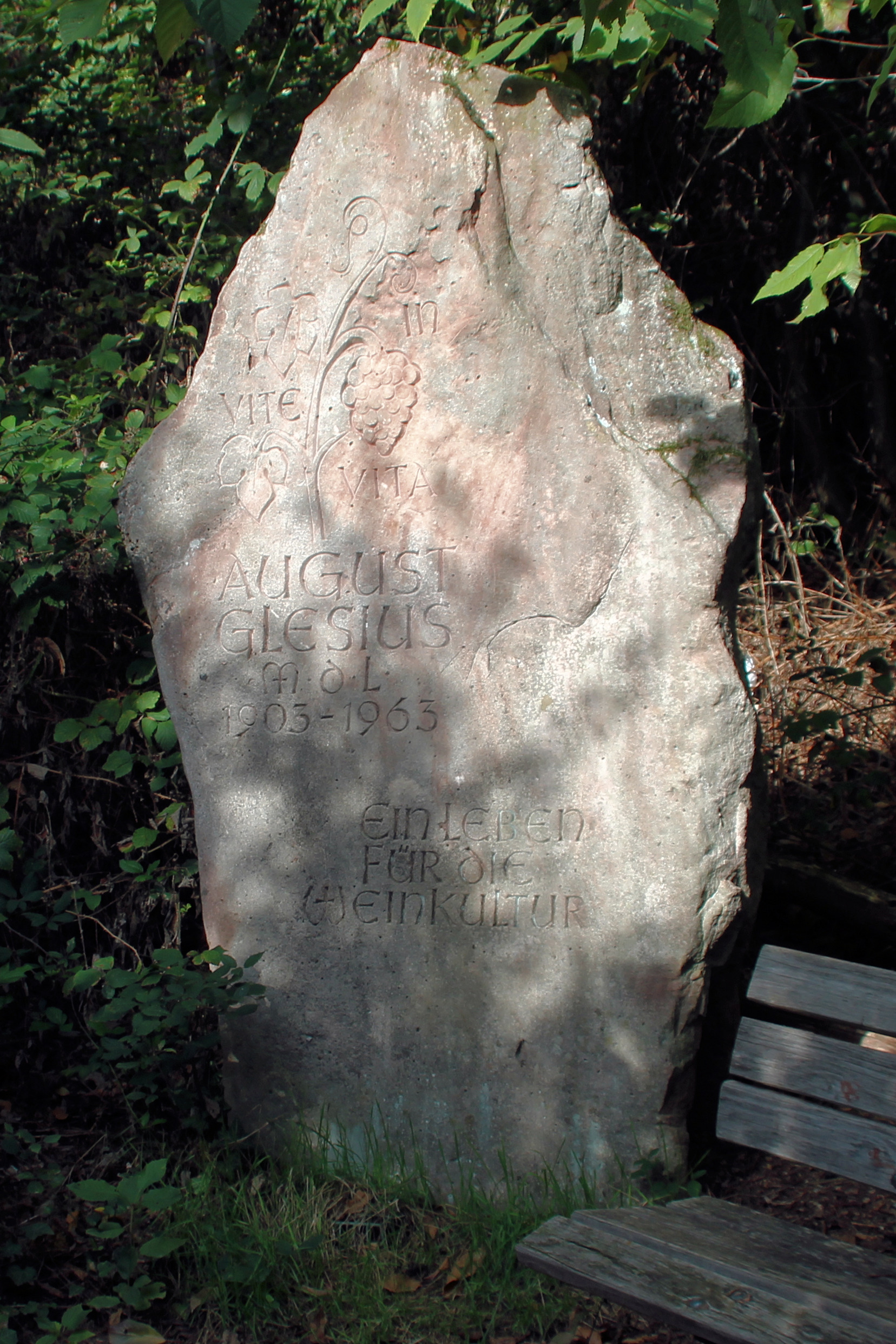
Gedenkstein an August Glesius bei Rhodt unter Rietburg